# Tournoi des Cinq Nations 1920
Navigation
Tournoi 1914 Tournoi 1921
Le Tournoi des Cinq Nations reprend en 1920 (du 1er janvier au 3 avril 1920) après l’interruption de la Première Guerre mondiale. Il voit la victoire conjointe de l'Angleterre, de l'Écosse et du pays de Galles à égalité avec trois victoires et une défaite. Tandis que la France se classe quatrième, c'est à l'Irlande qu'échoit la Cuillère de bois pour n'avoir remporté aucun de ses quatre matches.

## Classement
| Rang | Équipe         | J | V | N | D | PP | PC  | Δ   | Pts |
| ---- | -------------- | - | - | - | - | -- | --- | --- | --- |
| 1    | Pays de Galles | 4 | 3 | 0 | 1 | 58 | -23 | +35 | 6   |
| 1    | Écosse         | 4 | 3 | 0 | 1 | 37 | -18 | +19 | 6   |
| 1    | Angleterre (T) | 4 | 3 | 0 | 1 | 40 | -37 | +3  | 6   |
| 4    | France         | 4 | 1 | 0 | 3 | 23 | -26 | −3  | 2   |
| 5    | Irlande        | 4 | 0 | 0 | 4 | 22 | -76 | −54 | 0   |

- Attribution des points de classement (Pts) : 2 points pour une victoire, 1 point en cas de match nul, rien pour une défaite.
- Si l'Écosse a la meilleure défense en étant deuxième, c'est bien le pays de Galles vainqueur qui réalise la meilleure attaque et la plus grande différence de points.
- Quant à la France, pour la seconde fois à ce jour après le Tournoi 1911, elle n'est pas dernière mais bien avant-dernière de la compétition.

## Résultats
Si les dix rencontres se déroulent sur dix dates, seuls sept stades différents sont utilisés. En effet, ceux de Londres, Édimbourg et Dublin reçoivent deux matches chacun :
| 1er janvier 1920, Paris | France         | 00 - 5  | Écosse         |
| 17 janvier, Swansea     | Pays de Galles | 19 - 5  | Angleterre     |
| 31 janvier, Londres     | Angleterre     | 08 - 3  | France         |
| 7 février, Édimbourg    | Écosse         | 09 - 5  | Pays de Galles |
| 14 février, Dublin      | Irlande        | 11 - 14 | Angleterre     |
| 17 février, Colombes    | France         | 05 - 6  | Pays de Galles |
| 28 février, Édimbourg   | Écosse         | 19 - 0  | Irlande        |
| 13 mars, Cardiff        | Pays de Galles | 28 - 4  | Irlande        |
| 20 mars, Londres        | Angleterre     | 13 - 4  | Écosse         |
| 3 avril, Dublin         | Irlande        | 07 - 15 | France         |